# Теребеевка (Речицкий район)
Теребеевка (бел. Церабееўка) — деревня в Холмечском сельсовете Речицкого района Гомельской области Белоруссии.

## География

### Расположение
В 38 км на юго-восток от районного центра и железнодорожной станции Речица (на линии Гомель — Калинковичи), 88 км от Гомеля.

### Гидрография
На реке Брагинка (приток реки Днепр).

## Транспортная сеть
Транспортные связи по просёлочной, затем автомобильной дороге Лоев — Речица. Планировка состоит из короткой изогнутой улицы, к центру которой присоединяется с севера короткая прямолинейная улица. Застройка деревянная, усадебного типа.

## История
Основана в XIX веке переселенцами из соседних деревень на купленных ими с помощью кредита крестьянского кредитного банка землях, в Холмечской волости Речицкого уезда Минской губернии.
С 8 декабря 1926 года до 30 декабря 1927 года центр Теребеевского сельсовета Холмечского, с 4 августа 1927 года Лоевского районов Речицкого с 9 июня 1927 года Гомельского округов.
В 1929 году организован колхоз. В 1939-40 годах в деревню переселилась часть жителей, в настоящее время не существующего, посёлка Искра. Во время Великой Отечественной войны действовала подпольная патриотическая группа (руководитель С. Д. Молчанов). В мае 1942 года оккупанты сожгли 75 дворов и убили 3 жителей. 48 жителей погибли на фронте. Согласно переписи 1959 года в составе колхоза «Путь к коммунизму» (центр — деревня Прокисель).
До 31 октября 2006 года в составе Артуковского сельсовета.

## Население

### Численность
- 2004 год — 44 хозяйства, 92 жителя.

### Динамика
- 1908 год — 60 дворов, 406 жителей.
- 1940 год — 86 дворов, 215 жителей.
- 1959 год — 291 житель (согласно переписи).
- 2004 год — 44 хозяйства, 92 жителя.